# Variable Orió
Les estrelles variables Orió són estrelles variables que mostren variacions irregulars i eruptives en la seva lluminositat, s'associen habitualment a nebuloses difuses. Es pensa que es tracta d'estrelles joves que de la pre-seqüència principal que manifesten fluctuacions de la lluminositat que poden arribar a diverses magnituds.
Es coneixen dues classes de variables Orió: les estrelles T Tauri (incloent les EX Lupi o EXor) i les FU Orionis (o FUor).
- Les estrelles T Tauri mostren característiques d'emissió espectral en la banda del violeta, a causa del ferro diionitzat; també es troben amb emissions consistents de la part del liti, metall destruït només a altes temperatures als nuclis d'estrelles de la seqüència principal, la seva presència és un signe de la joventud de l'estrella.[1]

- Les estrelles FU Orionis es caracteritzen per grans moviments de magnitud (també 5-6), que duren per dècades.[2]

Algunes variable Orió (com el cas de V1647 Orionis) no posseesien característiques completament similars a una o a d'altra classe, sinó més aviat a un via intermèdia; mostrant petites fluctuacions de lluminositat amb cadència periòdica, altres es caracteritzen pels afebliments bruscos, i altres mostren en el seu espectre formacions que indiquen la presència de fenòmens d'acreció.
Uns exemples d'estrelles variables Orió molt brillants al cel són AE Aurigae, V856 Scorpii (HD 144668) i AB Aurigae. L'estrella NZ Serpentis (MWC 297) és una estrella d'aquest tipus molt estudiada per raó de la seva proximitat al sistema solar.